# Ciosny (gromada)
Ciosny (do 30 XII 1959 Janków) – dawna gromada, czyli najmniejsza jednostka podziału terytorialnego Polskiej Rzeczypospolitej Ludowej w latach 1954–1972.
Gromady, z gromadzkimi radami narodowymi (GRN) jako organami władzy najniższego stopnia na wsi, funkcjonowały od reformy reorganizującej administrację wiejską przeprowadzonej jesienią 1954 do momentu ich zniesienia z dniem 1 stycznia 1973, tym samym wypierając organizację gminną w latach 1954–1972.
Gromada Ciosny siedzibą GRN w Ciosnach powstała 31 grudnia 1959 w powiecie brzezińskim w woj. łódzkim w związku ze zmianą nazwy gromady Janków z siedzibą GRN w Jankowie (która równocześnie uległa zmianom obszarowym) na gromada Ciosny.
W 1961 roku (styczeń) gromadzka rada narodowa składała się z 17 członków.
Gromada przetrwała do końca 1972 roku, czyli do kolejnej reformy gminnej.